# Ma fille la socialiste
Pour plus de détails, voir Fiche technique et Distribution.
Ma fille la socialiste (Η κόρη μου η σοσιαλίστρια (I kori mou i sosialistria)) est un film grec réalisé par Alékos Sakellários et sorti en 1966.

## Synopsis
Lisa (Alíki Vouyoukláki), fille unique d'un gros industriel (Lampros Konstantaras), a terminé ses études à Londres et rentre en Grèce pour prendre la direction de l'entreprise familiale. Elle a cependant des idées progressistes qui gênent son père. Il lui interdit ainsi de se rendre à un meeting pacifiste. Elle y assiste quand même et y a une altercation avec un militant engagé, Giorgios (Dimitris Papamichail). Les deux jeunes gens finissent au poste.
Quand une grève se déclenche dans l'usine, le père de Lisa licencie tous les grévistes, tandis que celle-ci prend leur parti. Là, elle retrouve Giorgios, employé de l'usine. Ils tombent amoureux. L'escalade du conflit est arrêtée par l'amour. Giorgios accède à un poste de direction aux côtés de Lisa.

## Fiche technique
- Titre : Ma Fille la socialiste
- Titre original :  Η κόρη μου η σοσιαλίστρια (I kori mou i sosialistria)
- Réalisation : Alékos Sakellários
- Scénario : Alékos Sakellários
- Décors : Petros Kapouralis
- Photo : Dimos Sakellariou
- Son : Mimis Kimoliatis
- Montage : Dinos Katsouridis
- Musique  : Giorgos Zambetas (en)
- Lyrics : Alékos Sakellários
- Chorégraphie : Manolis Kastrinos (el)
- Production : Damaskinos Michaïlidis (el)
- Pays  :  Grèce
- Langue : grec
- Format : 35 mm
- Genre : comédie
- Sortie : 1966

## Distribution
- Alíki Vouyoukláki
- Dimitris Papamichail
- Lampros Konstantaras
- Stavros Xenidis (en)
- Nikitas Platis (en)